# Saison 2016 des Royals de Kansas City
La saison 2016 des Royals de Kansas City est la 48e saison en Ligue majeure de baseball pour cette franchise. 
Les Royals débutent 2016 en tant que champions en titre du baseball majeur, ayant gagné la Série mondiale 2015, et doubles champions en titre de la Ligue américaine.
L'année 2017 est cependant une saison en demi-teinte où les absences prolongées de joueurs blessés tels Lorenzo Cain, Mike Moustakas et Alex Gordon affectent leur performance. Les Royals ratent les éliminatoires après deux participations en autant d'années et, avec 14 défaites que la saison précédente, ils terminent la saison au 3e rang de la division Centrale de la Ligue américaine avec 81 victoires et 81 revers. 

## Contexte
Avec 6 succès de plus que la saison précédente, les Royals signent en 2015 leur meilleure saison depuis 1980 grâce à 95 victoires et 67 défaites, la meilleure fiche de la Ligue américaine. Champions de division pour la première fois en 30 ans, ils occupent pendant 164 jours la première place de la section Centrale, qu'ils ne quittent plus après le 9 juin, terminant 12 matchs devant les Twins du Minnesota. En prévision des séries éliminatoires, ils acquièrent fin juillet deux joueurs étoiles qui quitteront une fois la saison terminée : Johnny Cueto et Ben Zobrist,. 
Durant les séries d'après-saison, les Royals reviennent de l'arrière lors de 8 de leurs 11 victoires, incluant les 4 face aux Mets de New York en Série mondiale 2015,. Passés à 6 retraits de l'élimination, ils remportent aux dépens des Astros de Houston la Série de divisions avant de vaincre les dangereux Blue Jays de Toronto en Série de championnat. Un an après avoir perdu la Série mondiale 2014 contre San Francisco, les Royals triomphent des Mets en 5 parties pour savourer leur second titre du baseball majeur et leur premier depuis 1985.

## Calendrier pré-saison
L'entraînement de printemps 2016 des Royals se déroule du 2 mars au 2 avril.

## Saison régulière
La saison régulière des Royals débute le 3 avril 2016 à Kansas City par la visite des Mets de New York, l'équipe qu'ils ont vaincue pour mettre fin à la Série mondiale 2015 et à la saison 2015 le 1er novembre précédent. C'est la première fois que les deux adversaires d'une Série mondiale s'affrontent au premier jour de la saison suivante, une coïncidence puisque ce match d'ouverture avait été programmé bien avant que les deux clubs ne se qualifient pour la finale de 2015. La saison 2016 des Royals se termine par leur 162e match, programmé pour le 2 octobre.

### Classement
| Ligue américaine division Centrale | V  | D   | %    | Diff. | Diff. (séries) |
| ---------------------------------- | -- | --- | ---- | ----- | -------------- |
| Indians de Cleveland               | 94 | 67  | ,584 | -     | -              |
| Tigers de Détroit                  | 86 | 75  | ,534 | 8     | 2½             |
| Royals de Kansas City              | 81 | 81  | ,500 | 13½   | 8              |
| White Sox de Chicago               | 78 | 84  | ,481 | 16½   | 11             |
| Twins du Minnesota                 | 59 | 103 | ,364 | 35½   | 30             |

## Affiliations en ligues mineures
| Niveau            | Équipe                      | Ligue                         |
| ----------------- | --------------------------- | ----------------------------- |
| AAA               | Storm Chasers d'Omaha       | Ligue de la côte du Pacifique |
| AA                | Northwest Arkansas Naturals | Texas League                  |
| A-Advanced        | Blue Rocks de Wilmington    | Carolina League               |
| A                 | Legends de Lexington        | South Atlantic League         |
| Ligue des recrues | Royals de Burlington        | Appalachian League            |
| Ligue des recrues | Chukars d'Idaho Falls       | Pioneer League                |
| Ligue des recrues | Arizona League Royals       | Arizona League                |
| Ligue des recrues | DSL Royals                  | Dominican Summer League       |